# Białopol
Białopol (ukr. Білопіль, Biłopil) – wieś na Ukrainie, w obwodzie wołyńskim, w rejonie włodzimierskim. W 2001 roku liczyła 387 mieszkańców.
Pod koniec XIX wieku wieś w powiecie włodzimierskim, w gminie Świniuchy.
Do 2020 w rejonie łokackim. 